# Sonata per pianoforte n. 13 (Schubert)
La Sonata per pianoforte n. 13 in La maggiore D 664 (Op. Post. 120) è una composizione di Franz Schubert scritta nell'estate del 1819.

## Storia
Nell'estate del 1819 Schubert si recò in viaggio in Alta Austria in compagnia dell'amico Johann Michael Vogl, celebre baritono; durante il percorso i due tennero diversi piccoli concerti proponendo alcuni Lieder del musicista. Giunti a Steyr furono ospitati da Sylvester Paumgartner, industriale amante della musica e mecenate; Proprio per le serate musicali, tenute nella casa dell'ospite, Schubert scrisse in questo periodo il Quintetto per pianoforte e archi in La maggiore D 667, anche noto come La Trota e successivamente la Sonata in La maggiore; il compositore la dedicò alla diciottenne Josephine von Koller, figlia di uno dei suoi ospiti, che si dilettava a suonare il pianoforte. L'opera fu pubblicata, però, diversi anni dopo la sua composizione, dopo la morte del musicista, nel 1829, dalla casa editrice Czerny di Vienna.

## Struttura e analisi
1. Allegro moderato (La maggiore)
2. Andante (Re maggiore)
3. Allegro (La maggiore)

La Sonata in La maggiore è, rispetto ad altre scritte dal musicista, di piccole dimensioni; infatti è in soli tre movimenti e la partitura è costituita da sole quattordici pagine. Forse per questa brevità di proporzioni e per la grande affettività e lirismo presenti nella sua musica, la composizione ebbe sempre un grande successo di pubblico sin dalla fine dell'ottocento fino ai giorni nostri.
Il primo movimento, Allegro moderato, è costituito fin dall'inizio da un piccolo Lied con regolare esposizione, sviluppo e riesposizione a cui segue, immediatamente, un secondo motivo che ha tutte le qualità di un vero tema, sviluppato e riesposto con relativa chiusura. La ricchezza sonora e la dinamicità di questa seconda parte ha caratteristiche quasi orchestrali e si contrappone, ma solo per sonorità, alla tranquillità e alla serenità dell'inizio; non vi è un vero contrasto fra i due motivi anche perché espressi nella stessa tonalità. La prima melodia, di notevole perfezione, è di grande cantabilità e dolcezza; il secondo tema è invece caratterizzato da un ritmo regolare e da un tocco limpido che fa pensare a una reminiscenza del suono dei carillon. La coda, breve ed elegante, riporta, inattesa, una riproposta del primo tema suonato pianissimo per poi terminare quasi svanendo.
Il secondo tempo, Andante, è ancora un pezzo legato ai Lieder; la melodia è infatti cantabile con un ritmo tranquillo, quasi danzante, in 3/4. A poco a poco però la pacatezza del canto si colora di malinconica inquietudine. Anche se non presenta un secondo tema, il primo è trasformato e variato, grazie soprattutto all'abile tecnica pianistica, tanto da far affiorare due aspetti distinti dello stesso.
Il movimento finale, Allegro, è in forma-sonata con due temi; si differenzia dal primo tempo per la distinzione netta fra i due motivi principali che presentano anche una parte che ha funzione di collegamento. La scrittura è gioiosa e brillante, dalle caratteristiche virtuosistiche. L'attenzione è puntata soprattutto sul secondo tema, di felice ideazione, sapientemente condotto a sviluppo e variazioni; il brano, di notevole fascino, è diventato assai celebre ed è stato sfruttato anche nell'operetta Das Dreimäderlhaus (La casa delle tre ragazze), composta sulla vita di Franz Schubert.